# 天峰山古建筑群
天峰山古建筑群位于云南省大理州祥云县普淜镇天峰山山顶，是滇西道教正一派的重要道场。始建于明万历年间，历代曾多次修建，建筑群规模较大，依山势布局，石雕、木雕和彩绘颇具彝族地方建筑特色。

## 历史
明万历年间，当地乡绅在天峰山顶建老君殿。清乾隆五十七年（1792年），建前殿以供药王，并置两厢房。道光二年（1822年）修茸改建，前殿改为单檐三开间，后殿重新彩画，四周筑起石墙。清咸丰七年（1857年）毁于兵燹。光绪初年重建老君殿、药王殿，添建玉皇阁、灵官殿、观音殿、土主庙、功德坊、三天门。“文革”期间，天峰山建筑遭到破坏。1986年修复老君殿，1987年翻修玉皇阁。1988年在附近开辟约1,200平方米的打歌场。1990年置大钟一口。
1983年5月30日，普淜老君殿被公布为第一批祥云县文物保护单位。2012年1月7日，天峰山玉皇阁老君殿建筑群被公布为第七批云南省文物保护单位。2019年10月7日，天峰山古建筑群被公布为第八批全国重点文物保护单位。

## 建筑
建筑群主要包括主要包括玉皇阁、老君殿、灵官殿、土主庙、观音殿、药王殿、功德坊、三天门等建筑，坐南向北，由四个院落组成，四周绕以石墙。总占地面积约4,000平方米，建筑面积约4,800平方米。
玉皇阁为民国四年（1915年）重建，重檐青瓦八角攒尖顶，木结构楼阁式建筑，内分三层，外分二层，通高约11米。下层为方形，歇山顶，其格子门木雕精巧。上层为八边形，八角攒尖葫芦顶，上层供奉玉皇大帝、王母娘娘及侍臣。
老君殿、灵官殿、药王殿、观音阁、土主庙均为三开间单檐小青瓦硬山顶木结构建筑。老君殿供奉三清神像，殿前挂“道德五千”匾，前檐柱为一对木雕双龙抱柱，柱础为童子抱柱石雕。药王殿供奉孙思邈。
三天门即山门，是红沙石砌成的券拱建筑，高8米，分三拱，中间门顶上石砌单檐歇山顶殿宇作装饰，正面镶“三天门”石碑，背面镶“天峰山”石碑。两侧拱洞半封闭，上有瓦顶。三天门左侧为照壁，书“天峰山”三个大字。
龙胜门由功德坊、天柱门组成，整体结构以石料为主，中间立四棵石柱，前两棵为蟠龙圆柱，由一对雄狮支撑，后两棵为方柱，由一对大象背负，寓意前思（狮）后想（象）。

## 天峰山歌会
每年农历二月十五日的太上老君诞辰日，有大量彝族、汉族民众聚集在天峰山，参加天峰山歌会。歌会有洞经音乐诵经拜唱、彝族山歌对唱、三弦伴奏打歌等活动，每年观众可达数万人，据考证从明代传承至今已500余年。2017年，天峰山歌会入选云南省第四批非物质文化遗产代表性项目名录。